# جوست تيرول
جوست تيرول (بالهولندية: Joost Terol)‏ هو لاعب كرة قدم هولندي في مركز حراسة المرمى، ولد في 1 فبراير 1980 في لايدن في هولندا. لعب مع أغوف أبيلدورن ودي غرافشاب ورويال أنتويرب وسبارتا روتردام ونادي أوترخت.

## وصلات خارجية
- جوست تيرول على موقع قاعدة بيانات كرة القدم.إي يو (الإنجليزية)
- جوست تيرول على موقع Soccerway.com (الإنجليزية)